# 오야시오 해류

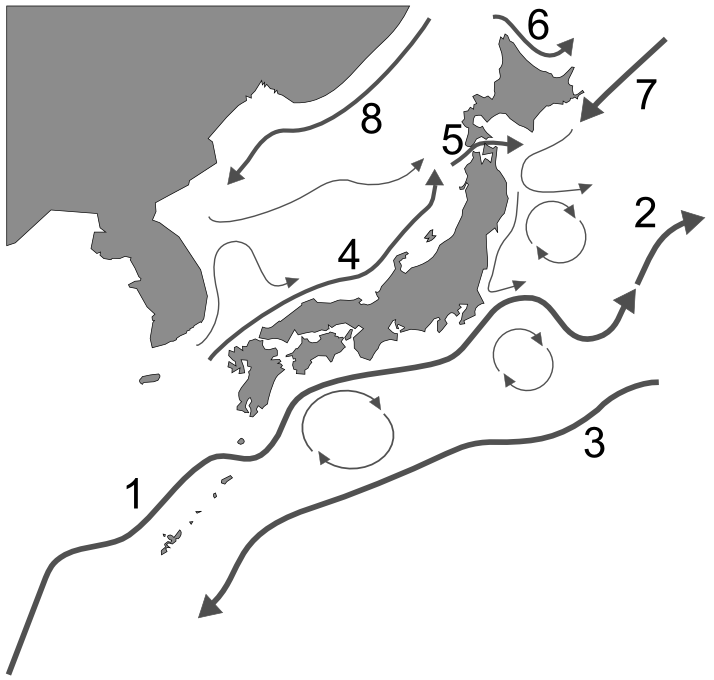
일본 열도 근해의 해류. 7번이 오야시오 해류이다.

오야시오 해류(일본어: 親潮) 또는 쿠릴 해류는 북극에서 나온 한류이다. 오야시오 해류는 남쪽으로 흘러 북서 태평양을 반시계방향으로 회전하며 일본의 동해안과 부딪쳐 북태평양 해류를 형성한다.
오야시오 해류는 북극해에 근원이 있으며 베링해를 지나 남쪽으로 흐른다. 해류는 러시아의 극동 주로 캄차카반도와 축치반도의 기후에 중대한 영향을 준다. 그곳의 북쪽 나무 성장의 한계선은 내륙 시베리아보다 10도 정도 남쪽이다.
오야시오 해류의 물은 차가운 물의 극히 높은 영양분과 약간의 영역의 높은 조석(10m까지) 때문에 세계에서 가장 부유하여, 물고기 역시 많이 보유하고 있다.
북태평양의 해류도를 보면 구로시오, 북태평양 해류, 북적도 해류가 시계방향으로 커다란 수평 대순환을 형성하고 있다. 이것의 일환인 캘리포니아해류는 이른바 일차 대(大)한류라고 할 수 있다. 이 대순환에 힘입어 태평양 최북단에 시계 반대 방향으로 소순환이 생성된다. 쿠릴해류는 이것의 일환을 이루는 해류로, 오호츠크해 등에서 남하해 오는 이른바 이차 소(小)한류라고 할 수 있다. 풍부한 한류 바닷물은 황록색을 띠고 있다.

## 같이 보기
- 해류
- 물리해양학